# 후지와라정
후지와라정(藤原町)은 미에현 이나베군에 존재했던 정이다.
2003년 12월 1일, 이나베군, 호쿠세이정, 다이안정, 이나베정과 합병해 이나베시가 성립해, 후지와라정은 폐지되었다.

## 역사
- 1955년 4월 3일 - 히가시후지와라촌, 니시후지와라촌, 시라세촌, 다쓰타촌, 나가사토촌이 합병해 후지와라촌이 성립하였다.
- 1967년 4월 1일 - 후지와라촌이 정으로 승격해 후지와라정이 되었다.
- 2003년 12월 1일 - 호쿠세이정, 다이안정, 이나베정과 합병해 이나베시가 성립하였다. 동일 후지와라정은 폐지되었다.

## 교통

### 철도
- 산기 철도(일본어판)
  - 산기선

### 도로
- 국도 제306호선 (일본)(일본어판)
- 국도 제365호선 (일본)(일본어판)